# Nezameddin Faghih
Nezameddin Faghih (Estahban, Fars, 1953) o Chairholder, Cátedra da UNESCO em Empreendedorismo, é um cientista de sistemas contemporâneos, um matemático aplicado e um escritor iraniano.

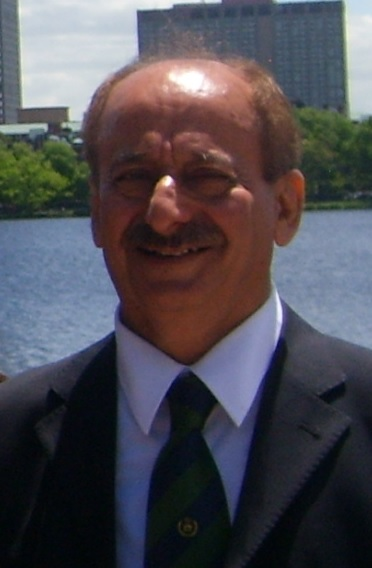
Nezameddin Faghih

Faghih publicou muitos livros académicos em uma grande variedade de áreas interdisciplinares, a partir da ciência do sistema e matemática aplicada ao misticismo .

## Livros publicados
Alguns dos livros de autoria ou co-autoria de Professor Faghih são:
- Entrepreneurship Viability Index: A New Model Based on the Global Entrepreneurship Monitor (GEM) Dataset (https://www.springer.com/us/book/9783030546434 )
- Globalization and Development: Economic and Socio-Cultural Perspectives from Emerging Markets (https://www.springer.com/us/book/9783030143695 )
- Globalization and Development: Entrepreneurship, Innovation, Business and Policy Insights from Asia and Africa (https://www.springer.com/us/book/9783030117658 )
- Entrepreneurship Ecosystem in the Middle East and North Africa (MENA): Dynamics in Trends, Policy and Business Environment (https://link.springer.com/book/10.1007/978-3-319-75913-5 )
- Entrepreneurship Education and Research in the Middle East and North Africa (MENA): Perspectives on Trends, Policy and Educational Environment (https://link.springer.com/book/10.1007/978-3-319-90394-1 )
- Manufatura Integrada por Computador[7]
- Gestão e Organização (evolução dos conceitos e teorias)[8]
- Previsão de falhas em linhas de produção, o uso de inteligência artificial (Aplicação de Rede Neural Artificial)[9]
- Dinâmica de sistemas: Princípios e identificação [10]
- Ideias científicas na Mathnawi de Rumi [11]
- Amor e do Universo [12]
- Fuzzy confiabilidade em Sistemas Industriais [13]
- Aplicação da lógica fuzzy em testes de múltipla escolha [14]
- Melhorar a gestão da água em áreas urbanas [15]
- Fundamentos da simulação do sistema [16]
- Aplicação da lógica fuzzy no controle de qualidade [17]
- Mudança e desenvolvimento em sistemas humanos: A criptografia moderna [18]
- Autoavaliação com a Fundação Europeia para a Gestão da Qualidade [19]
- Rumi e ideias da ciência moderna [20]
- Caos e fractais em sistemas dinâmicos [21]
- Sobre a transferência de ciência e tecnologia [22]
- Previsões de séries temporais de consumo de energia [23]
- Melhorar a gestão de operações: Água e Saneamento [24]
- Engenharia da Qualidade e Confiabilidade [25]
- Lógica fuzzy e cultura de tráfego [26]
- Engenharia de Manutenção [27]
- Algoritmos genéticos no planejamento (inspeções preventivas)[28]
- Gestão da Qualidade [29]
- Fundação Europeia para a Gestão da Qualidade: Guia do Candidato [30]
- Estresse no trabalho: o controle e gestão [31]